# Hipposideros edwardshilli
Hipposideros edwardshilli — є одним з видів кажанів родини Hipposideridae.

## Поширення
Країни поширення: Папуа Нова Гвінея. Був знайдений на висотах від 200 до 300 м над рівнем моря. Лаштує сідала в печерах низьких пагорбів і спостерігається при пошуках комах в сільській місцевості та садах.

## Загрози та охорона
У даний час відомий тільки в кількох місцях. Був записаний в деяких охоронних районах.